# 28795 Alexelbert
28795 Alexelbert è un asteroide della fascia principale del diametro di circa 3 km. Scoperto nel 2000, presenta un'orbita caratterizzata da un semiasse maggiore pari a 2,3120549 au e da un'eccentricità di 0,0707249, inclinata di 4,06095° rispetto all'eclittica. Appartiene alla famiglia di asteroidi Flora.
Nel 2024 l'asteroide era stato inizialmente battezzato 28795 Bibles, in onore di Camille Bibles, giudice statunitense e membro del Consiglio dell'osservatorio Lowell, a cui è dedicato anche 43305 Camillebibles, ma la denominazione è stata successivamente abrogata. Ha poi ricevuto nel medesimo anno la denominazione attuale.
L'asteroide è dedicato a Alex Elbert, responsabile della comunicazione all'osservatorio Lowell.